# 串木野まぐろラーメン

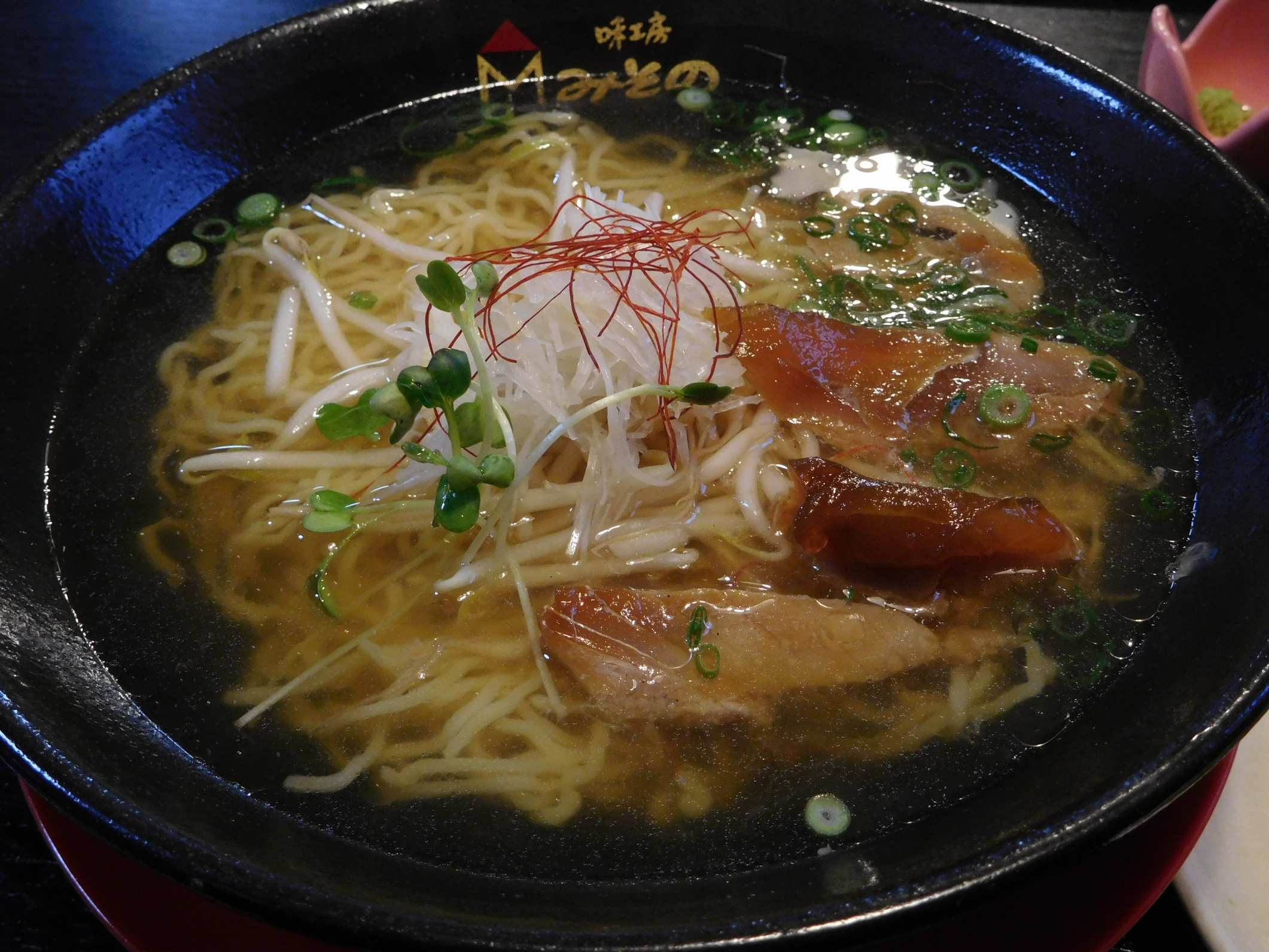
「味工房みその」のまぐろラーメン

串木野まぐろラーメン(くしきのまぐろラーメン)とは、鹿児島県いちき串木野市のうち、旧串木野市域で提供されているご当地ラーメンである。
串木野港はまぐろ水揚げ量が多く、遠洋漁業の基地として栄えた港町であったが、漁業そのものが斜陽化していった。2000年頃から市内の飲食店店主や食品関連会社、地元飲食業組合が集まり町のPRとして開発したのが、まぐろラーメンである。
マグロの頭とニンニク、ショウガなどを煮込んだまぐろスープとカツオ、昆布などから白だしを採ってブレンドした醤油ベースのスープを用いる。麺は中細のちぢれ麺。
最大の特徴は、チャーシューの代わりに生マグロのヅケがトッピングに用いられることにある。ラーメンに乗せた直後は生の状態だが、ラーメンの熱が伝わり色と食感の変化が楽しめる。好みによって、スープにワサビを落として食してもよい。
2013年時点では市内で6軒の店がまぐろラーメンを提供しており、まぐろのレアステーキをトッピングするなど各店で個性を出している。
地元企業であるイシマル食品がインスタント食品として「串木野まぐろラーメン」を発売している。ワサビも添付されている。鹿児島県限定販売であるが、イシマル食品で通信販売も行っている。